# 京都府道23号東舞鶴停車場線
京都府道23号東舞鶴停車場線（きょうとふどう23ごう ひがしまいづるていしゃじょうせん）は、京都府舞鶴市東舞鶴停車場を起点に舞鶴市大門三条交点に至る府道（主要地方道）である。

## 概要
東舞鶴のメインストリートとなっており、通称で三条通と呼ぶ。

### 路線データ
- 起点：東舞鶴停車場
- 終点：舞鶴市浜（大門三条交差点、国道27号交点）

## 歴史
- 1993年（平成5年）5月11日 - 建設省から、府道東舞鶴停車場線が東舞鶴停車場線として主要地方道に指定される[1]。

## 地理

### 通過する自治体
- 舞鶴市

### 交差する道路
- 国道27号（舞鶴市浜・大門三条交差点、終点）

### 沿線にある施設など
- JR舞鶴線・小浜線 東舞鶴駅
- エール 東舞鶴店（愛称:らぽーる）
- 京都新聞 舞鶴支局
- Docomoショップ
- 日本交通東舞鶴営業所
- 東舞鶴郵便局
- 京都銀行 東舞鶴支店
- ジュエリー大倉 東舞鶴店
- 京都北都信用金庫 東舞鶴中央支店